# Rathfarnham
Rathfarnham (iriska: Ráth Fearnáin) är en ort i republiken Irland.   Den ligger i provinsen Leinster, i den östra delen av landet, i huvudstaden Dublin. Rathfarnham ligger 49 meter över havet och antalet invånare är 17 333.
Terrängen runt Rathfarnham är platt norrut, men söderut är den kuperad.Runt Rathfarnham är det tätbefolkat, med 319 invånare per kvadratkilometer. Närmaste större samhälle är Dublin, 4,3 km nordost om Rathfarnham. Runt Rathfarnham är det i huvudsak tätbebyggt.